# Юлий Гонорий
Юлий Гонорий лат. Julius Honorius, также известный как Юлий Оратор) — географ поздней античности. 
Известен своей работой «Космография» («лат. Cosmographia Iulii Honorii»), которая представляет собой своего рода комментарий к географической карте античного мира, использовавшийся для преподавания географии. Эту работу цитировал Кассиодор.
Неизвестно точно, когда была написана «Космография» но предполагается, что это произошло в интервале с середины IV до середины VI века. К нижнему порогу этого периода склоняется в работе 2003 года Ив Модеран (фр.), датировка более поздним временем появилась ранее. Биографических данных о Юлии Гонории также не сохранилось.
Некоторые исследователи пытались реконструировать внешний вид карты, комментарием к которой служила «Космография», на основании сведений, в ней содержащихся. В частности, еще в XIX веке такие попытки предпринимал В. Кубичек. 